# Linnaemya microchaeta
Linnaemya microchaeta är en tvåvingeart som beskrevs av Zimin 1954. Linnaemya microchaeta ingår i släktet Linnaemya och familjen parasitflugor. Inga underarter finns listade i Catalogue of Life.